# Енглеска партија
Овај чланак користи алгебарску шаховску нотацију како би се описали шаховски потези.
Енглеска партија је шаховско отварање које започиње потезом:
1. ц4
Отварање с крила, четврто је најпопуларније  , а према различитим базама података, било где од једног од два најуспјешнија до четвртог најуспјешнијег  од двадесет могућих првих потеза. Бијели започиње борбу за центар постављајући пјешака на д5-поље са (дамниог) крила, у хипермодерном стилу. Иако многе црте енглеске одбране имају изразит карактер, отварање се често користи као транспозициони уређај на готово исти начин као и 1. Сф3 - да би се избегли тако високо цењени одговори на 1.д4 као Нимзо-индијска и Гринфелдова одбрана, а сматра се поузданим и флексибилним. 
Енглеска партија своје име добија од енглеског (незваничног) свјетског првака Ховарда Стаунтона, који га је играо током свог меча 1843. са Саинт-Амантом и у Лондону 1851, током првог међународног турнира.  То није инспирисало Стаунтонове савременике и захватило их је тек у двадесетом веку. Сада је препознато као чврсто отварање који ће се користити за постизање класичних и хипермодерних позиција. Михаил Ботвинник, Тигран Петросиан, Анатолиј Карпов, Гари Каспаров и Магнус Карлсен играли су је током својих партија у свјетском првенству. Боби Фишер створио је помутњу када је на њега прешао са својих уобичајених 1.е4 у касној каријери, игравши га против Лава Полугајевског и Оскара Пана на Палма де Маљорка Интерзоналу 1970. и у свом мечу за светски шампионат против Бориса Спаског .

## Таксономија
Теоретичари отварања који пишу на енглеском отварању, то дијеле у три широке категорије, које генерално одређује црнов избор одбрамбеног постављања.

### Симетрична одбрана: 1 ... ц5
Симетрична одбрана (класификована од А30–39 у ЕЦО ), која је 1 ... ц5, и тако је названа јер су оба ц-пјешака напредовала два поља, одржавајући симетрију. Имајте на уму да црни може доћи до симетричне одбране кроз многе наредбе за померање одлажући ... ц5, а често то чини. На примјер, 1.ц4 Сф6 2. Сц3 (или 2. Сф3) ц5 је симетрична одбрана иако је црни играо. . . Нф6 прије ... ц5.
Постоји неколико врста позиција које могу произаћи из симетричне одбране. Међу идејама су: 
- Систем јежа [7] укључује чврсту, али флексибилну одбрану у којој црни развија б6, е6, Лб7 и Ле7, прије него што контролише пети ред потезима као што су а6 и д6. Игра обично укључује продужено маневрисање, али оба играча морају бити на опрезу због повољног напретка пјешака и разбијања пјешака .
- Дупли фијанкето одбрана укључује црном развијање оба ловца фијанкетом до г7 и б7. Линија је прилично чврста и тешко је побиједити на грандмастер нивоу. Неке се линије сматрају веома дражесним, на пример ако су ловци бијелог такође фијанкетирани на г2 и б2, може доћи до многих поједностављења које воде ка поједностављеном и једнаком положају.

Било који играч може направити прелом у средини са д-пјешаком.
- Рани д2 – д4 за бијелог може настати у 1.ц4 ц5 2. Сф3 Сф6 3.д4. Пошто се овај положај често постиже након транспозиције 1.д4 Сф6 2.ц4 ц5 3. Сф3, где је бијели избјегавао Бенони одбрану која би настала послије 3.д5, та се линија често назива и анти-бенони. Игре могу дати велики број позиционих и тактичких идеја. Игре се обично настављају са 3 ... цхд4 4. Sxd5 када црни може бирати између оштрих 4 ... е5 или више седативних потеза попут јежа 4... б6 или уобичајенијег 4 ... е6.
- Типична игра у којој црни игра рани д5 је 1.ц4 ц5 2. Сц3 Сф6 3. Сф3 д5, када бијели обично размјењује у центру 4.цхд5 Схд5. Бијели може или изазвати центар са 5.д4 или 5.е4 или дозволити црном просторну предност у центру са 5.г3. У посљедњем случају, црни може да игра 5. . . Сц6 6. Лг2 Сц7, а затим 7 ... е5, достижући обрнути Мароцзи Бинд положај зван Рубинштајн Систем.

### Обрнута сицилијанка: 1 ... е5
Обрнута сицилијанка (класификована од А20–29 у ECO ) је друга широка категорија одбране, уведена одговором 1 ... е5. Напомињемо поново да црни може одгодити играње ... е5, на пример 1.ц4 Сф6 2. Сц3 Сц6 3. Сф3 е5, иако је ... е5 одгођен, након што се игра одбрана је класификована као обрнута сицилијанка.
Након 1 ... е5, бијели има позицију црног на сицилијанци али са додатним темпом . То се често назива и обрнута сицилијанка  иако га други називају краљевим енглеском.  Брус Леверет, пишући енглеско поглавље у МЦО-14, изјавио је: "Природно је енглеску одбрану третирати као сицилијански преокрет, али резултати су често изненађујући - главне линије у сицилијанској одбрани одговарају нејасним бочним варијантама на енглеском и и обрнуто."

### Остале линије
Трећа широка категорија су не-е5 и не -... ц5 одговори, класификовани А10-19 у ЕЦО . Најчешће се састоје од ове одбране. . . Сф6, ... е6 и ... д5 или. . . Лб4 системски одговори по црном, или словенски систем који се састоји од ... ц6 и ... д5, директна краљева индијска одбрана постава са. . . Сф6, ... г6,. . . Лг7, ... 0-0, након чега се ... ц5 и ... е5 уклањају, или 1 ... ф5, што обично прелази у холандску одбрану након што бијели игра д4. Сви неправилни одговори попут 1 ... б6 и 1 ... г5 такође су сврстани у ову трећу широку категорију.
Уобичајени одговори укључују: 
- 1. . . Сф6
- Најчешћи одговор на 1.ц4, који се често играо да би се стигло до индијске одбране . Међутим, више од половине времена, црни се одлучује за транспозицију или у симетричну одбрану са ... ц5, или у обрнуту сицилијанку са ... е5.
- 1 ... е6 
 Може довести до тога да је одбијени дамин гамбит после 2. Сц3 д5 3.д4, али бијели често преферира 2. Сф3, што може довести до разних отварања.
- 1 ... ф5 
 Доводи до холандске одбране када бијели прати д4. Остали избори за бијелог су 2. Сц3, 2. Сф3 и 2.г3, гдје црни обично игра. . . Сф6.
- 1 ... г6 
 Може довести до модерне одбране или након Сф6 и д6 или д5 до краљеве индијанске одбране или Гринфелдове одбране, или остати унутар енглеских линија. Често се назива и варијанта велике змије.
- 1 ... ц6 
 Може довести до словенске одбране после 2.д4 д5, али бијели ће често радије одбранити Каро-Кан одбрану са 2.е4 д5, или отворити Рети послије 2. Нф3 д5 3.б3.
- 1 ... б6
- Енглеска одбрана . Ово постављање укључује фијанкетирање даминог ловца и 2 ... е6. Често ће црни одложити тај потез. . . . Сф6, бирајући да нападне центар са ... ф5 и / или. . . Дх4. Енглези велемајстори Тони Милес и Џонатан Спилман успјешно су искористили ово отварање.
- 1 ... д5 
 Англо-скандинавска одбрана. [10]
- 1 ... г5 
 Ексцентрични одговор познат као Миерсова одбрана након залагања Хуга Миерса у тиску и стварној игри. [11] [12] [13] Замишљен је као побољшани Гробов напад ; након 2.д4, црни ће извршити притисак на д4-поље потезима као што су ... Лг7, ... ц5 и ... Дб6. Према Нуновим шаховским отварањима, бијели добија малу предност послије 2.д4 Бг7 (нуди Гроб као гамбит : 3.Лхг5 ц5) 3.Сц3 х6 4.е4. Миерс је препоручио 3 ... ц5 (умјесто 3 ... х6); као одговор, Џоел Бењамин заговара 4.дхц5 !
- 1 ... б5 
Назвао се Јениш гамбит након Карла Јениша. [14] Црни не добија никакву надокнаду за жртвованог пјешака, [15] иако 365Чес Опенинг Експлорер то показује као потенцијално висок проценат потеза за црног. ФИДЕ мајстор Артем Копил успјешно га је користио. [16]

## Потенцијал транспозиције
Ако бијели игра рани д4, игра ће се обично транспоновати или у дамин гамбит или у индијску одбрану . На примјер, послије 1.ц4 Сф6 2. Сц3 г6 3.д4 д5 игра се пребацила у Гринфелдову одбрану, обично достигнута наредбом за помијерање 1.д4 Сф6 2.ц4 г6 3. Сц3 д5.
Бијели може, такође да игра 1.ц4 Сф6 2. Сф3 г6 3.е4, што је немогуће црноме да дође до Гринфелда, умјесто тога, више или мање га тјера у линијама краљеве индијске одбране са 3 ... д6. Црни такође не може форсирати Гринфелд с 1.ц4 Сф6 2. Сц3 д5, пошто бијели може да одступи са 3.цхд5 Схд5 4.г3, линија коју је Михаил Ботвиник 1958. неколико пута одиграо, у свом последњем мечу за светско првенство са Василијем Смисловом .
Умјесто да игра рани д4, бијели такође може играти Сф3 и фианкетирати краљевог ловца (г3 и Лг2), преносећи у Ретијево отварање.
Такође, након 1.ц4 ц6, бијели може транспозовати у пољско отварање , аутфленк варијанта, играјући 2.б4 !?, који се може користити као оружје изненађења ако црни не зна много о пољском отварању. 
Многе различите транспозиционалне могућности су на располагању бијеломе да направи енглеско отварање клизавим да се одбрани од црнога, и да је неопходно да он пажљиво размотри који потез да одигра. На примјер, ако би црни желио да игра одбијени дамин гамбит, најтачнији налог за потез је 1 ... е6 2.д4 д5. (Наравно, бијели може поново играти Рети умјесто 2. Сф3 д5 3.б3. ) Ако умјесто њега црни игра 1. . . Сф6 2. Сц3 е6, бијели може избећи ОДГ (одбијени дамин гамбит) играјући 3.е4, Флохр – Микенас напад .

## ЕЦО
Енциклопедија шаховских отварања је енглеско отварање класификовала под ознакама А10 до А39:
- А10 1.ц4
- А11 1.ц4 ц6
- А12 1.ц4 ц6 2. Сф3 д5 3.б3
- А13 1.ц4 е6
- А14 1.ц4 е6 2. Сф3 д5 3.г3 Сф6 4. Лг2 Ле7 5.0-0
- А15 1.ц4 Сф6
- А16 1.ц4 Сф6 2. Сц3
- А17 1.ц4 Сф6 2. Сц3 е6
- А18 1.ц4 Сф6 2. Сц3 е6 3.е4 ( Микенас – Карлс варијанта )
- А19 1.ц4 Сф6 2. Сц3 е6 3.е4 ц5
- А20 1.ц4 е5
- А21 1.ц4 е5 2. Сц3
- А22 1.ц4 е5 2. Сц3 Сф6
- А23 1.ц4 е5 2. Сц3 Сф6 3.г3 ц6 ( Бремен систем, Керес варијација)
- А24 1.ц4 е5 2. Сц3 Сф6 3.г3 г6 (Бремен систем са ... г6)
- А25 1.ц4 е5 2. Сц3 Сц6
- А26 1.ц4 е5 2. Сц3 Сц6 3.г3 г6 4. Лг2 Лг7 5.д3 д6
- А27 1.ц4 е5 2. Сц3 Сц6 3. Сф3 (систем три скакача)
- А28 1.ц4 е5 2. Сц3 Сц6 3. Сф3 Сф6
- А29 1.ц4 е5 2. Сц3 Сц6 3. Сф3 Сф6 4.г3 (Четири скакача, фијанкето на краљевој страни)
- А30 1.ц4 ц5 (симетрична варијанта)
- А31 1.ц4 ц5 2. д3 е6 3.д4 (симетрично, Боксбург формација)
- А32 1.ц4 ц5 2. Сф3 Сф6 3.д4 цхд4 4. Схд4 е6
- А33 1.ц4 ц5 2. Сф3 Сф6 3.д4 цхд4 4. Схд4 е6 5. Сц3 Сц6
- А34 1.ц4 ц5 2. Нц3
- А35 1.ц4 ц5 2. Сц3 Сц6
- А36 1.ц4 ц5 2. Сц3 Сц6 3.г3
- А37 1.ц4 ц5 2. Сц3 Сц6 3.г3 г6 4. Лг2 Лг7 5. Сф3
- А38 1.ц4 ц5 2. Сц3 Сц6 3.г3 г6 4. Лг2 Лг7 5. Сф3 Сф6
- А39 1.ц4 ц5 2. Сц3 Сц6 3.г3 г6 4. Лг2 Лг7 5. Сф3 Сф6 6.0-0 0-0 7.д4

## Приказивање у биоскопу
Професор Мориарти користи енглеско отварање у филму Шерлок Холмс: Игра сјене док он и Холмс разговарају о својим такмичарским плановима око шаха. И Холмес и Мориарти на крају играју посљедње потезе прекривеним очима наводећи посљедње потезе у описној нотацији (а не алгебричкој, као што је претходни био савремени у касном 19. вијеку), завршивши тако што Холмс провјерава Мориартија, баш као што Ватсон опонаша Мориартијеве планове.
1.ц4 такође користи Боби Фишер у филму Жртва пјешака у климатској игри шестог светског првенства у шаху 1972. године против Бориса Спаског .